# Hendrik Kern
Johan Hendrik Caspar Kern (ur. 6 kwietnia 1833, zm. 4 lipca 1917 w Utrechcie) – holenderski indianista.

## Życiorys
Był synem Johana, oficera stacjonującego w Indiach Holenderskich, i Marii Schindler. Od 1839 żył w Holandii, w 1850 ukończył gimnazjum w Zutphen i podjął studia na uniwersytecie w Utrechcie. Prowadził badania nad językami, m.in. sanskrytem, i zajmował się językoznawstwem porównawczym języków używanych w Indiach. W 1863 został profesorem uniwersytetu w Benaresie (obecnie Waranasi), później w Lejdzie. Do jego ważniejszych prac należą Çakuntala (1862) i Geschiedenis van het Buddhisten in Indie (1881–1883).
Był członkiem Królewskiej Holenderskiej Akademii Sztuk i Nauk. W 1891 odznaczony Pour le Mérite za Naukę i Sztukę.